# Лобачёво (Новоайдарский район)
Лобачёво (укр. Лобачеве) — село, относится к Новоайдарскому району Луганской области Украины. До 7 октября 2014 года относился к Славяносербскому району Луганской области.
Население по переписи 2001 года составляло 250 человек. Почтовый индекс — 93734. Телефонный код — 6473. Занимает площадь 1,567 км². Код КОАТУУ — 4423187705.

## История
В 2014 году село переведено в Новоайдарский район и подчинено Трёхизбенской военно-гражданской администрации.